# Frederic William Madden
Frederic William Madden (9 avril 1839 - 21 juin 1904), fils de Frederic Madden, est un employé du British Museum et une autorité sur la numismatique romaine, juive et chrétienne.

## Biographie
Madden est né au British Museum le 9 avril 1839. Il fréquente les écoles Merchant Taylors, St Paul et Charterhouse. Il devient assistant au département des monnaies et médailles du British Museum en 1861 et y reste jusqu'en 1868. Il démissionne sous pression, après une enquête sur sa vente de pièces de monnaie romaines en double dans le cadre d'un don d'Edward Wigan.
Madden travaille ensuite sur diverses expositions internationales. En 1874, il devient secrétaire et bibliothécaire du Brighton College et, de 1888 à 1902, il est bibliothécaire en chef de la bibliothèque publique de Brighton.
Il meurt à Holt Lodge, Brighton, le 21 juin 1904.
Madden rejoint la Royal Numismatic Society en 1858, en est secrétaire en 1860 et est coéditeur de son journal, la Numismatic Chronicle, de 1860 à 1868. Il est particulièrement associé à la recherche sur les monnaies juives, chrétiennes et romaines. Il est membre de la Royal Asiatic Society à partir de 1877 et appartient également à des sociétés savantes américaines.

## Ouvrages
- Le manuel de numismatique romaine (1861)
- L'histoire de la monnaie et de l'argent juifs dans l'Ancien et le Nouveau Testament (1864)
- Les pièces des Juifs (1881)